# مقبرة الحرب العالمية الأولى (القدس)
مقبرة حرب القدس هي مقبرة بريطانية في القدس لجنود الكومنولث البريطاني الذين سقطوا في الحرب العالمية الأولى في حملة فلسطين.
وتقع المقبرة الرئيسية على جبل المشارف بجانب مستشفى هداسا وحرم الجامعة العبرية في القدس، 4.5 كم شمال البلدة القديمة بالقدس.
تحتوي المقبرة على 2515 قبر لجنود من أفراد الكومنولث البريطاني (بالإضافة إلى 100 قبر مجهول الهوية)، عدد منهم نقلوا من سبع مقابر أخرى في نفس المنطقة وذلك بسبب تلف قبورهم ولم يكن من الممكن ترميمها. يوجد قسم يهودي صغير بالقرب من قطعة الأرض (المقبرة). كما يوجد في المقبرة أقسام مختلفة تمثل وحدات من أستراليا ونيوزيلندا والهند ومصر وجنوب أفريقيا وجزر الهند الغربية البريطانية إلى جانب وحدات المملكة المتحدة. وقد دفن فيها عدد قليل من القتلى الألمان والأتراك.
من المدفونين البارزين في المقبرة: الرائد فيليب جلازبروك، عضو البرلمان البريطاني المحافظ.
تحتوي مقبرة القدس أيضًا على نصب تذكاري يمثل 3300 فرد من أفراد الكومنولث البريطاني الذين لقوا حتفهم أثناء العمليات في نفس الحرب في مصر وفلسطين ولم يتعرف على أماكن دفنهم. وكان مهندسها جون جيمس بيرنت والنحات جيلبرت بايز. كشف النقاب عن المقبرة في 7 مايو 1927 من قبل اللورد اللنبي، الذي كان القائد الأعلى للقوات البريطانية في الشرق الأوسط. يشتمل النصب التذكاري على كنيسة صغيرة بها فسيفساء صممها روبرت أنينج بيل.
من بين الشخصيات البارزة التي تحتفل بهذه الذكرى اتحاد الرجبي النيوزيلندي الدولي، تروبر إريك هاربر.

## مقابر أخرى ذات صلة في القدس
مقبرة الحرب الهندية هي مقبرة بريطانية أخرى تعود للحرب العالمية الأولى في القدس، وتقع في الحي الجنوبي من تلبيوت، في شارع كوري هدوروت. وتحتوي على مقبرة جماعية لـ 79 جنديًا هنديًا من قوة التجريدة المصرية، بالإضافة إلى قبور 290 أسير حرب تركي. دفنت جثث قتلى الحرب الآخرين، والعديد منهم من العمال العرب العاملين في قوات التجريدة، في ثلاث مقابر منفصلة أخرى: المقبرة اللاتينية (الكاثوليكية) والمقبرة البروتستانتية (على الأرجح تلك الموجودة في جبل صهيون)، ومقبرة باب ستنا مريم للمسلمين. المقبرة بجوار باب الأسباط.[ فشل التحقق ]

## معرض صور

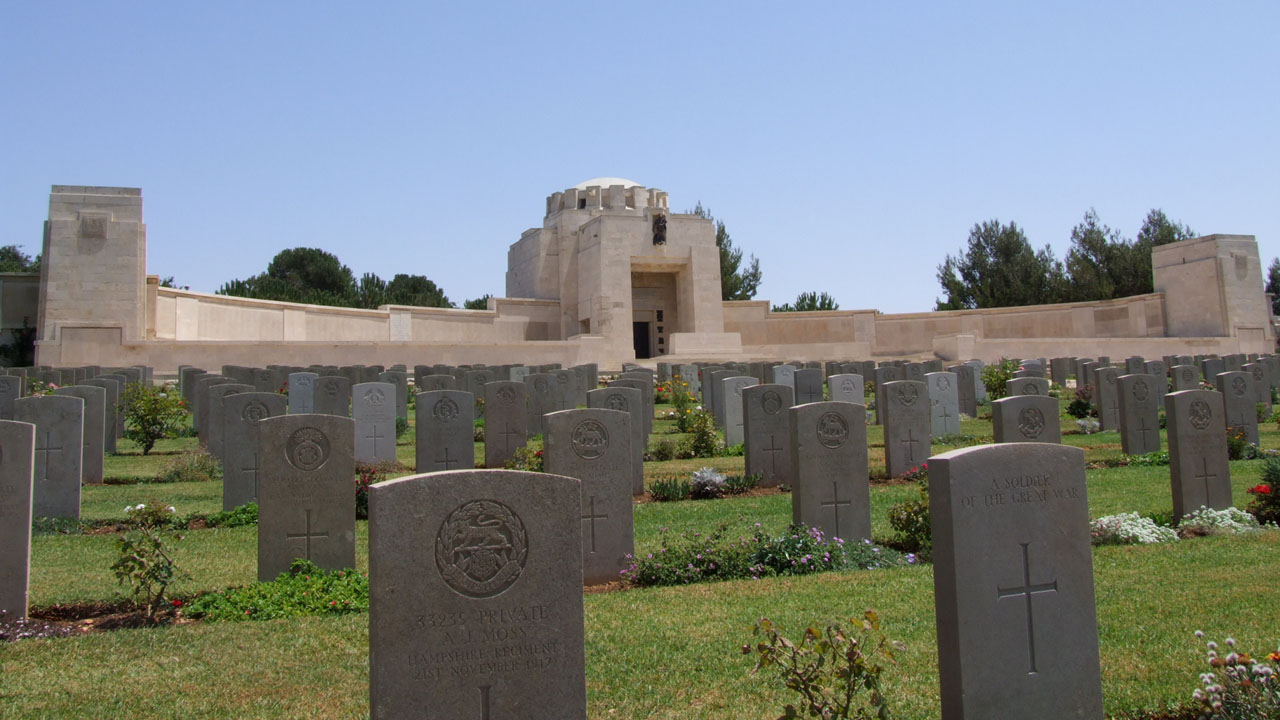
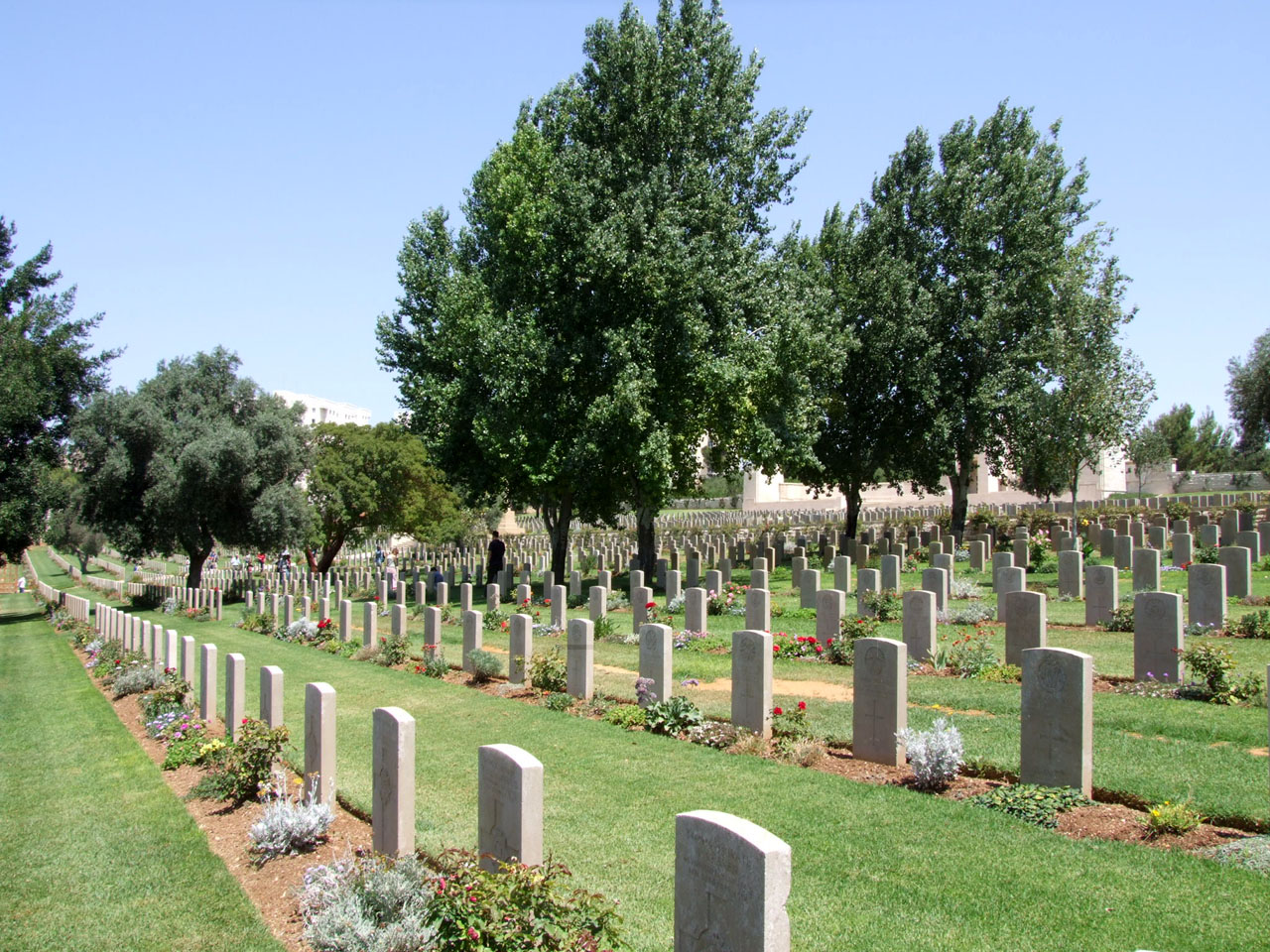
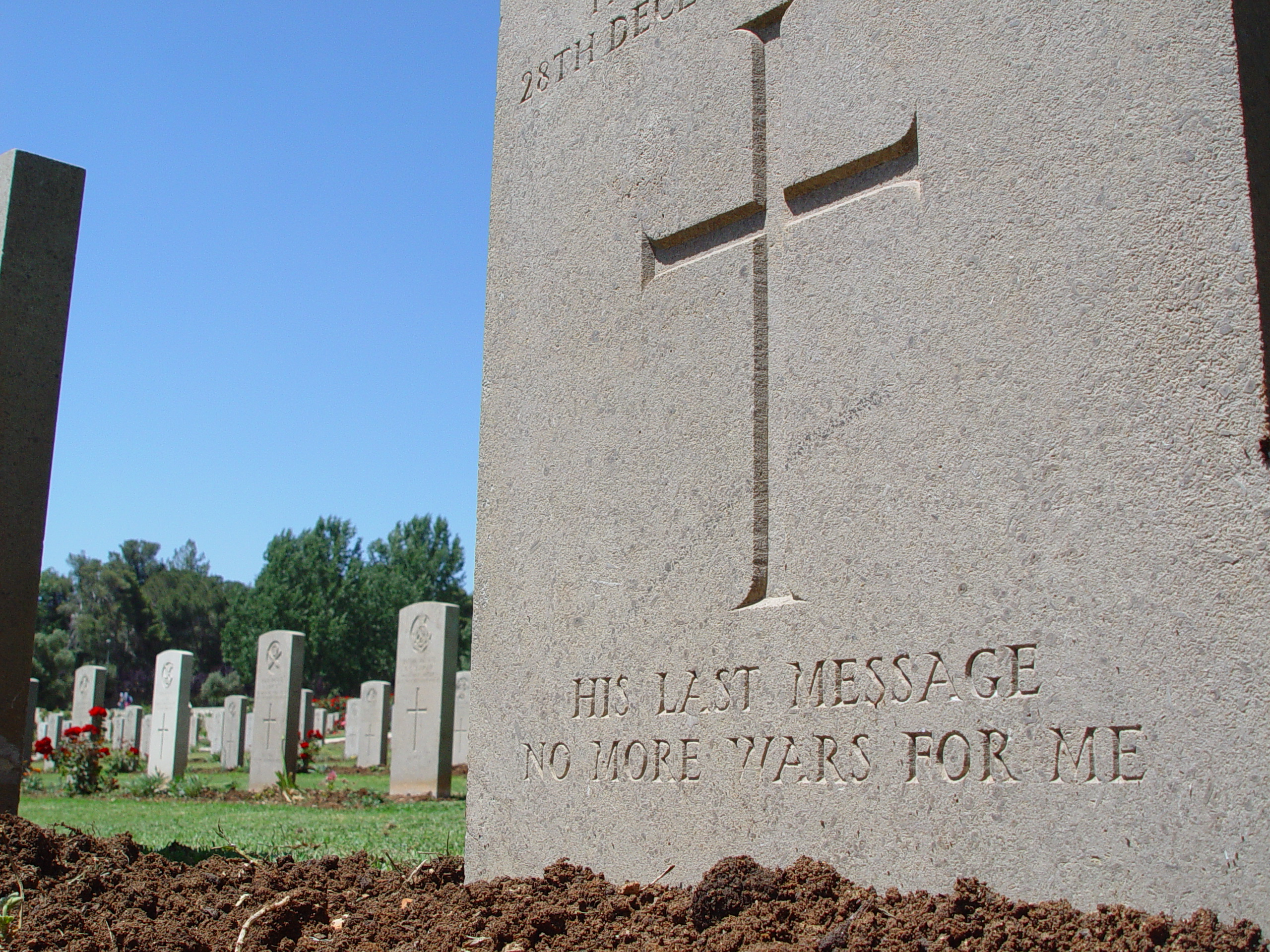
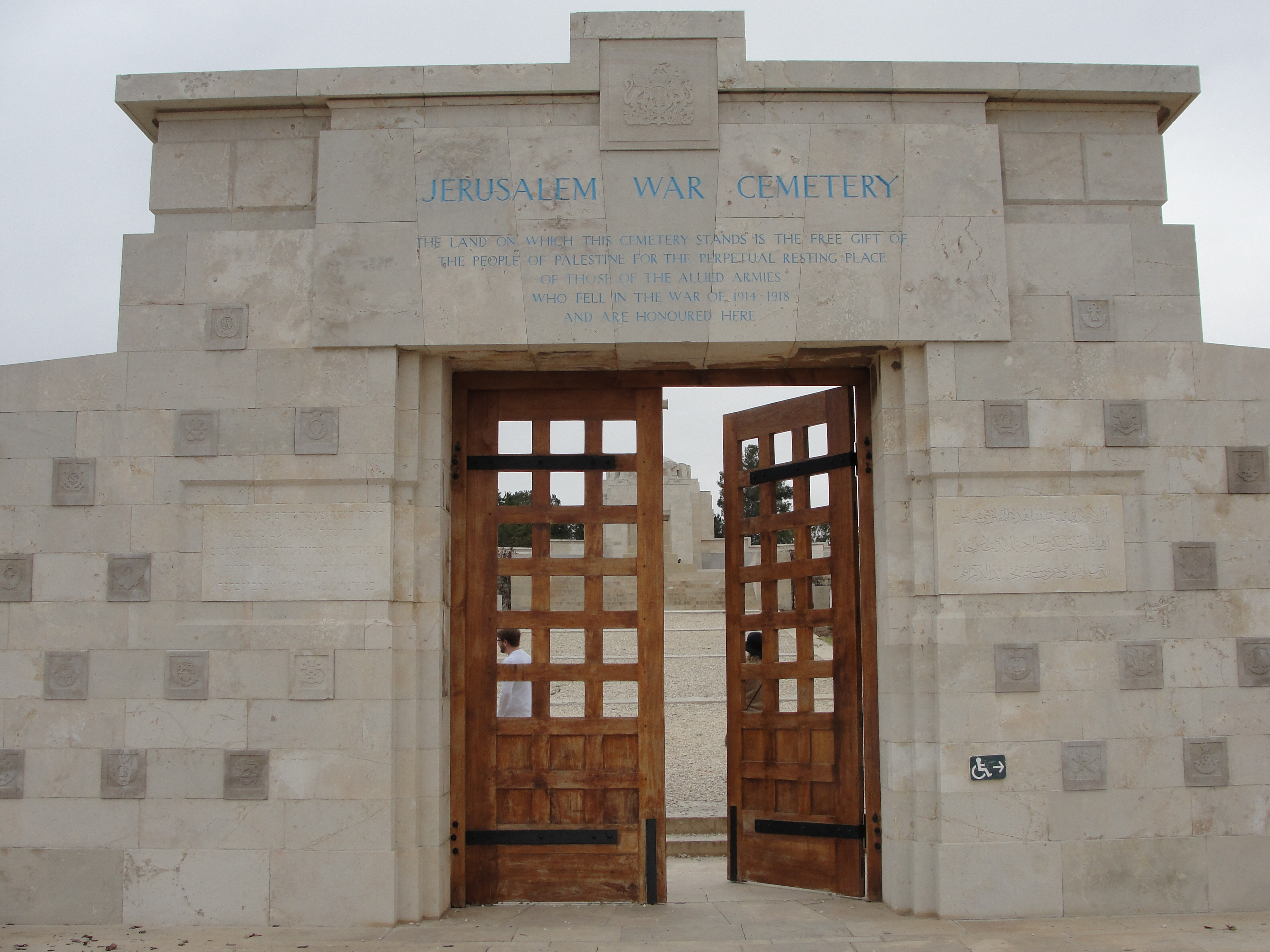
مدخل الجيش البريطاني في القدس
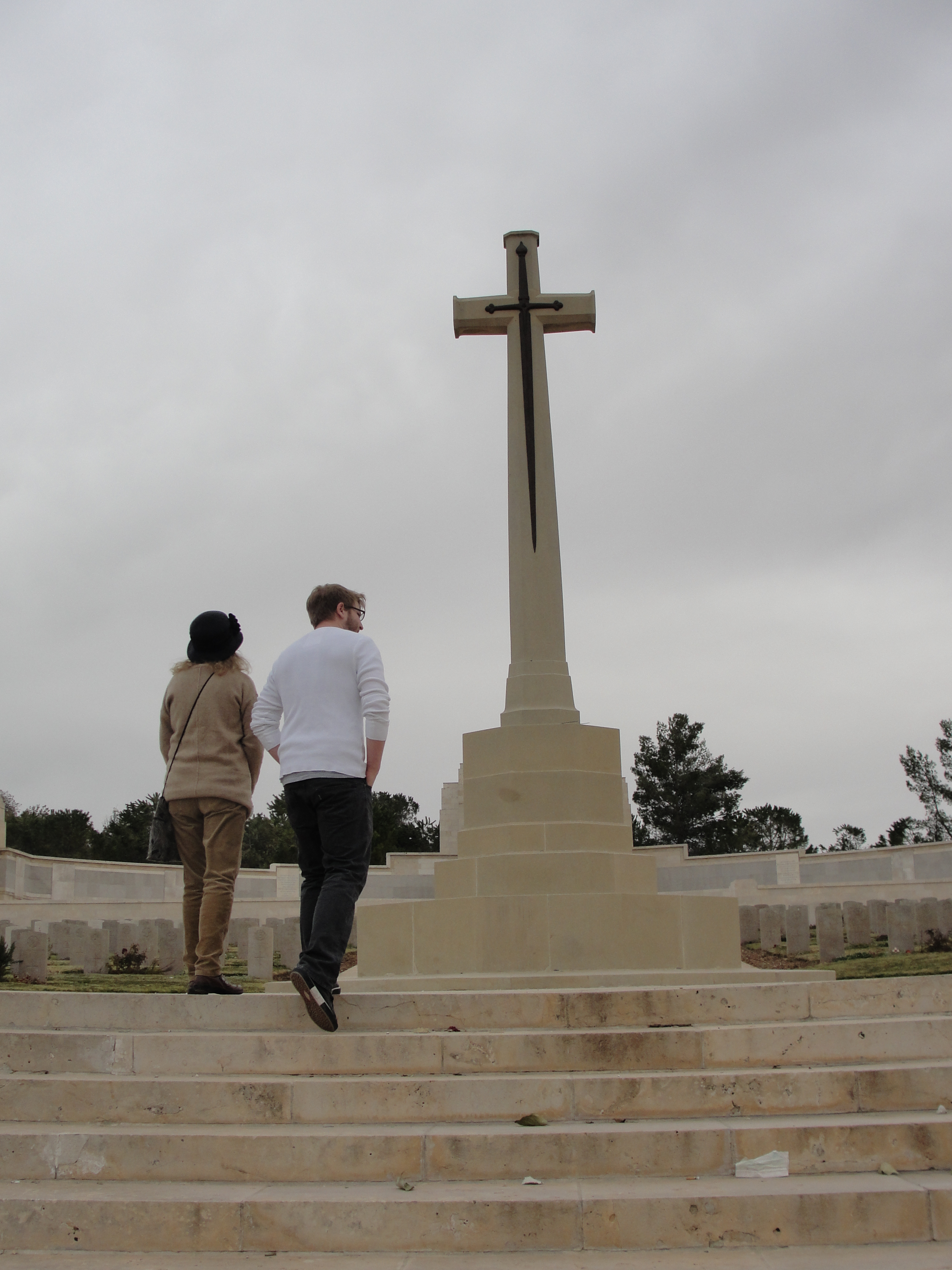
صليب في وسط المقبرة
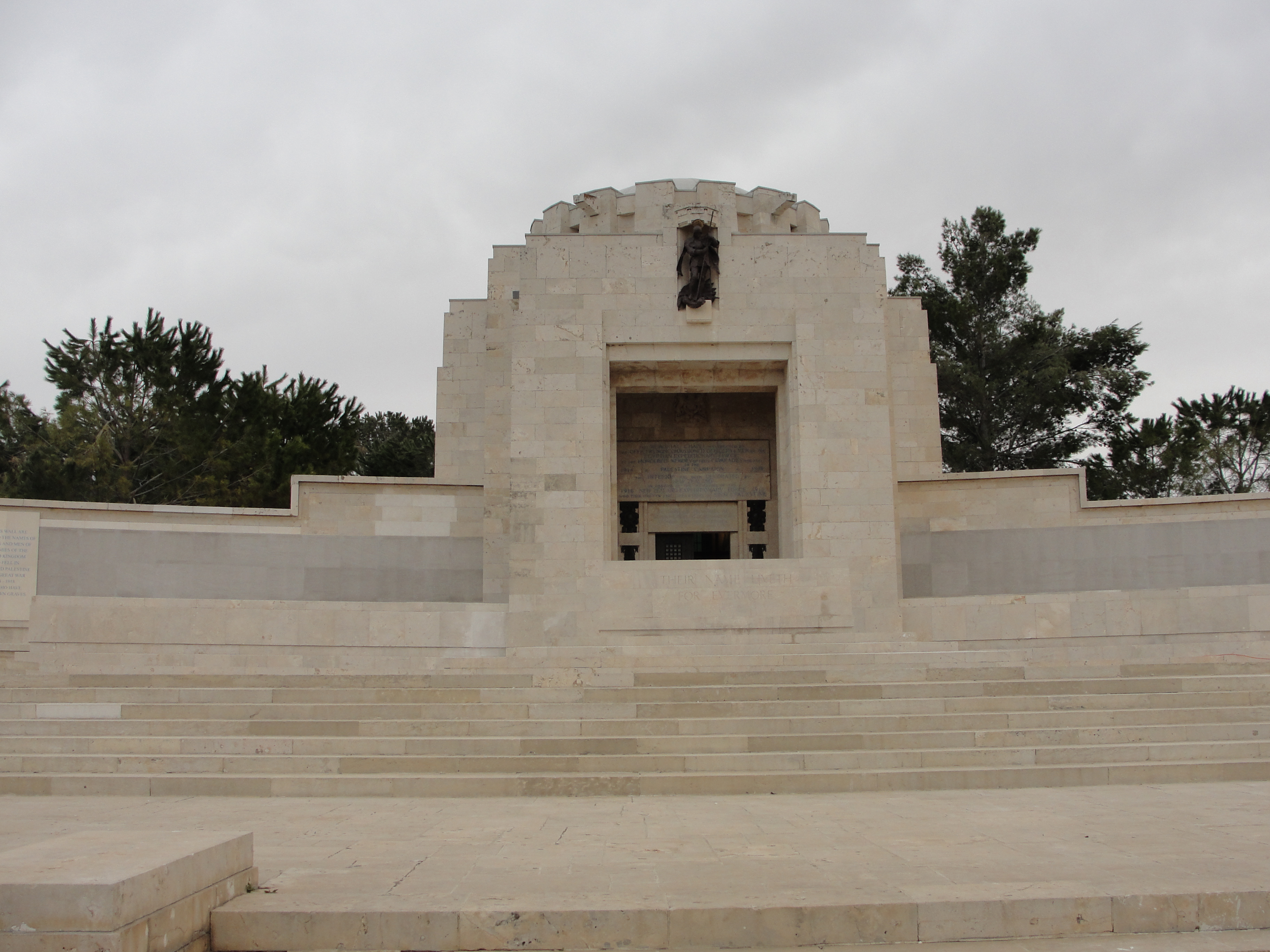
كنيسة القدس المقبرة العسكرية البريطانية
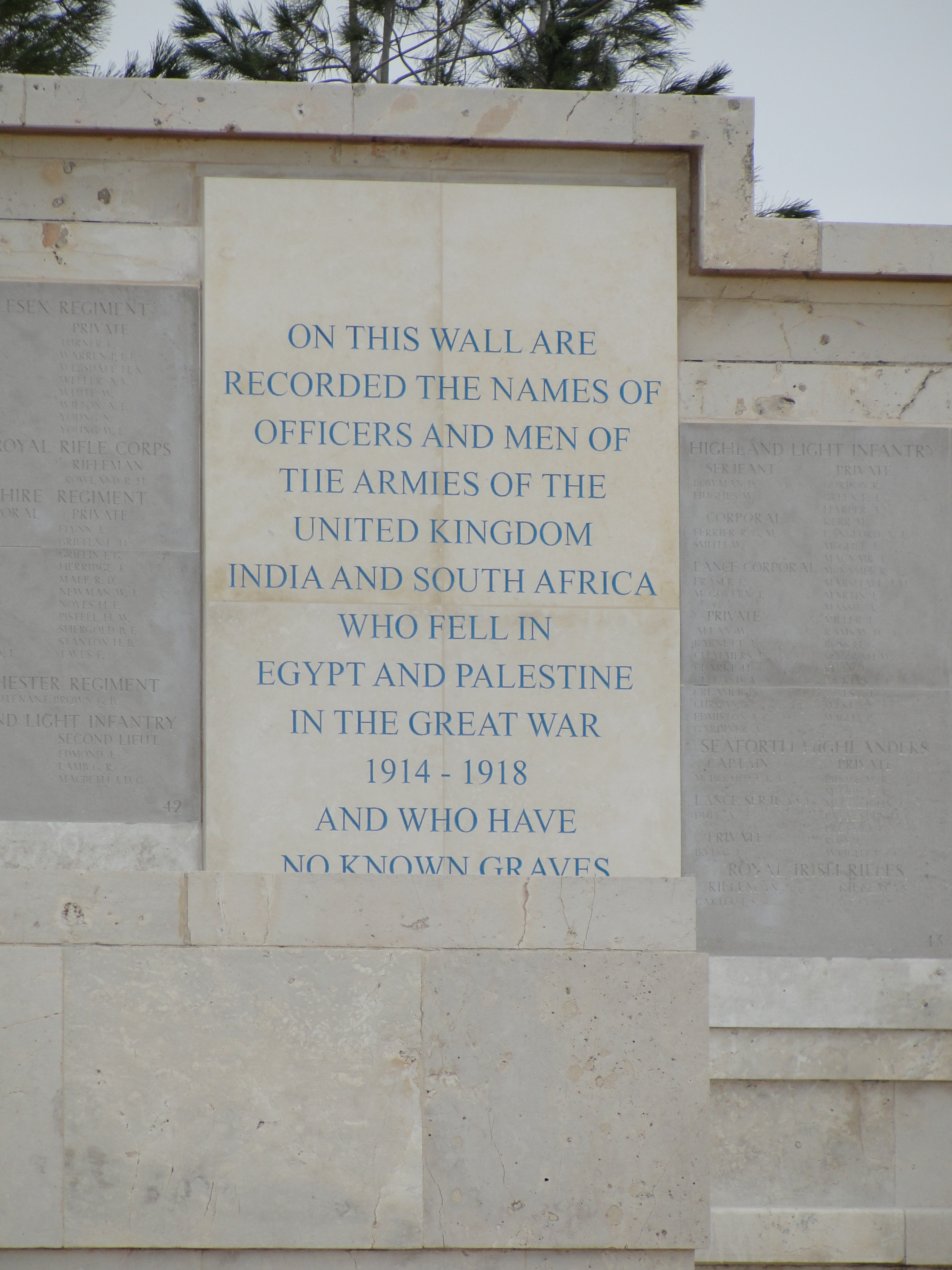
إهداء للجنود المفقودين
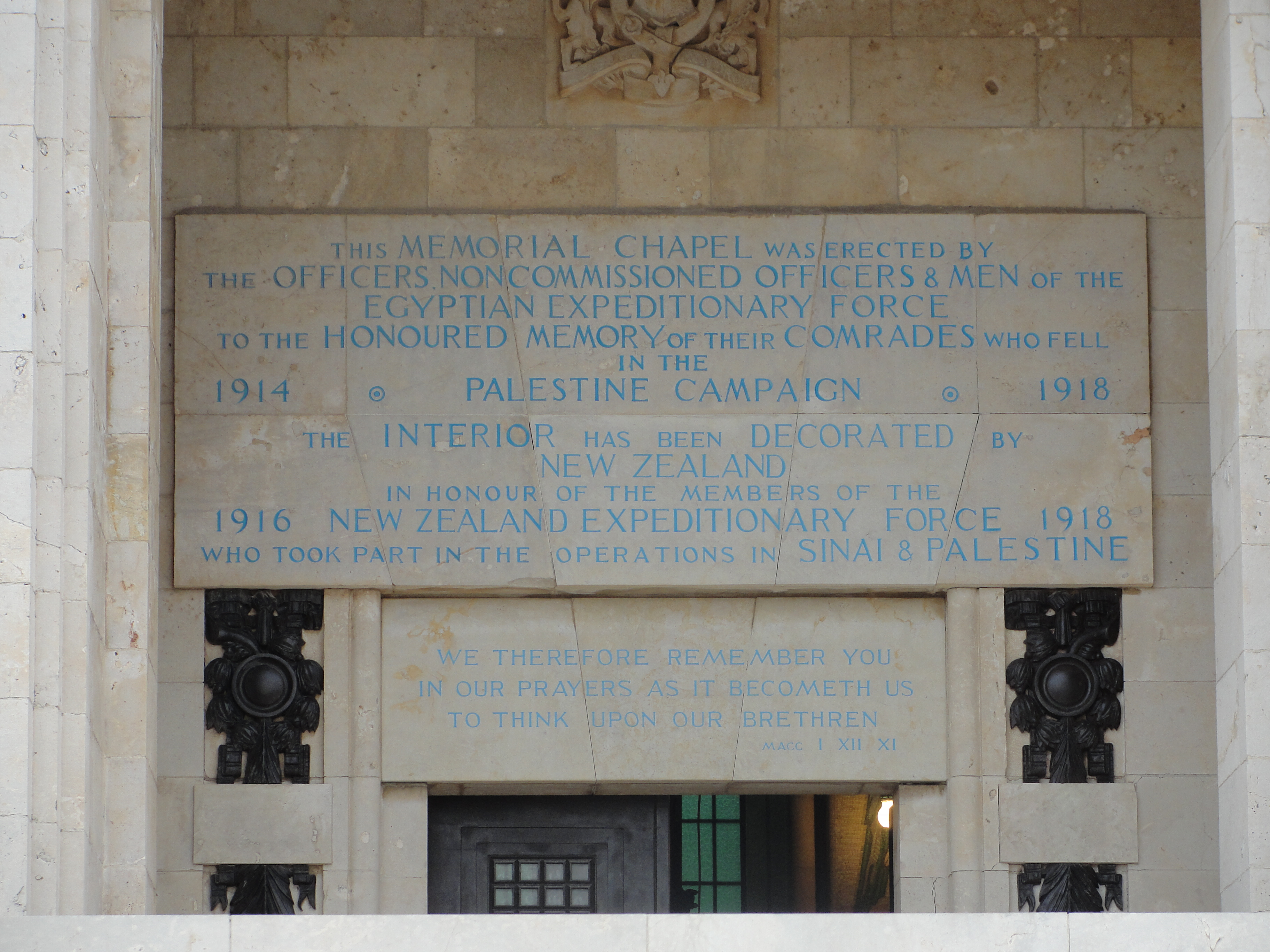
مدخل كنيسة المقبرة العسكرية البريطانية في القدس
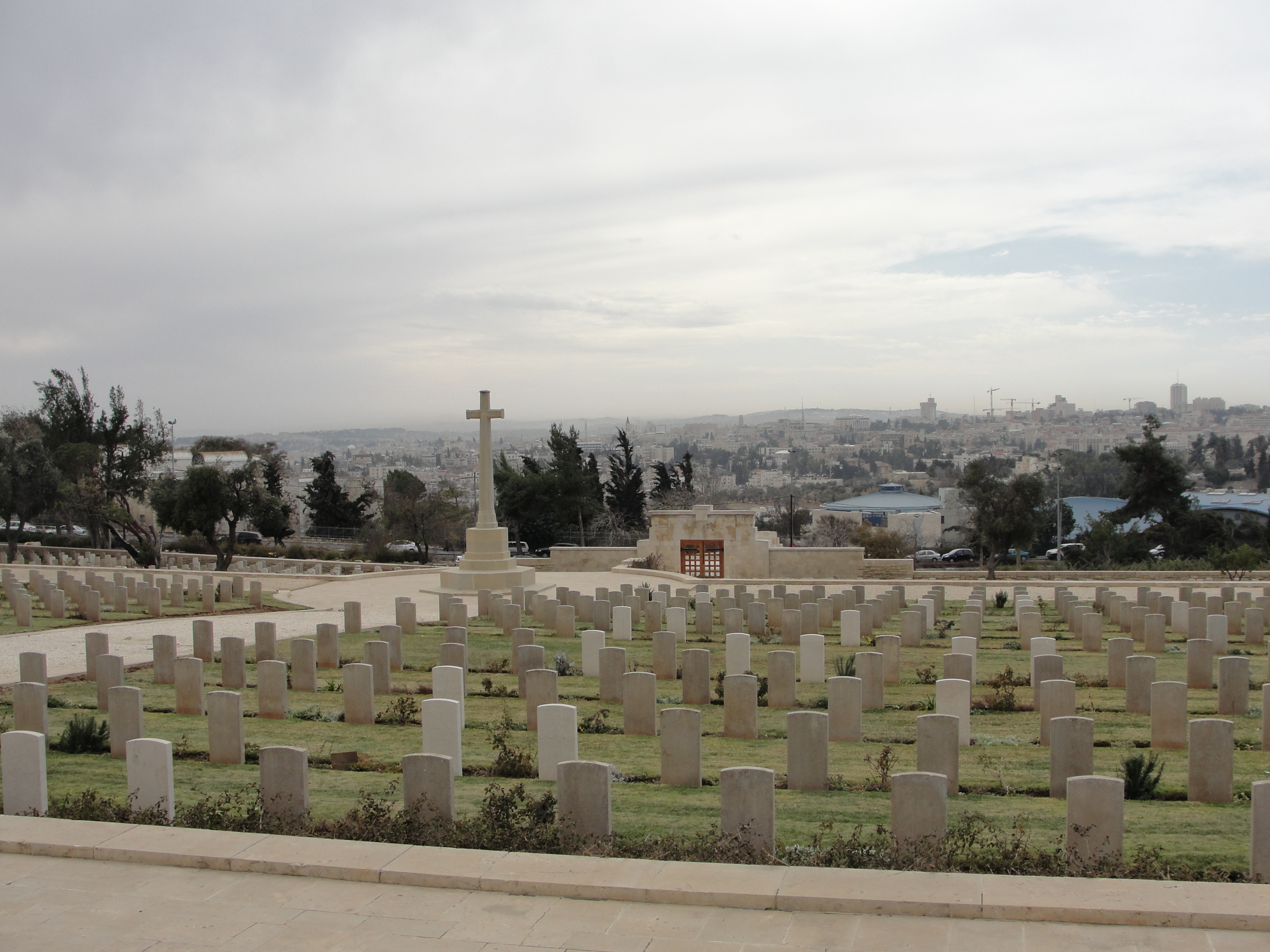
منظر لمدينة القدس القديمة من المقبرة
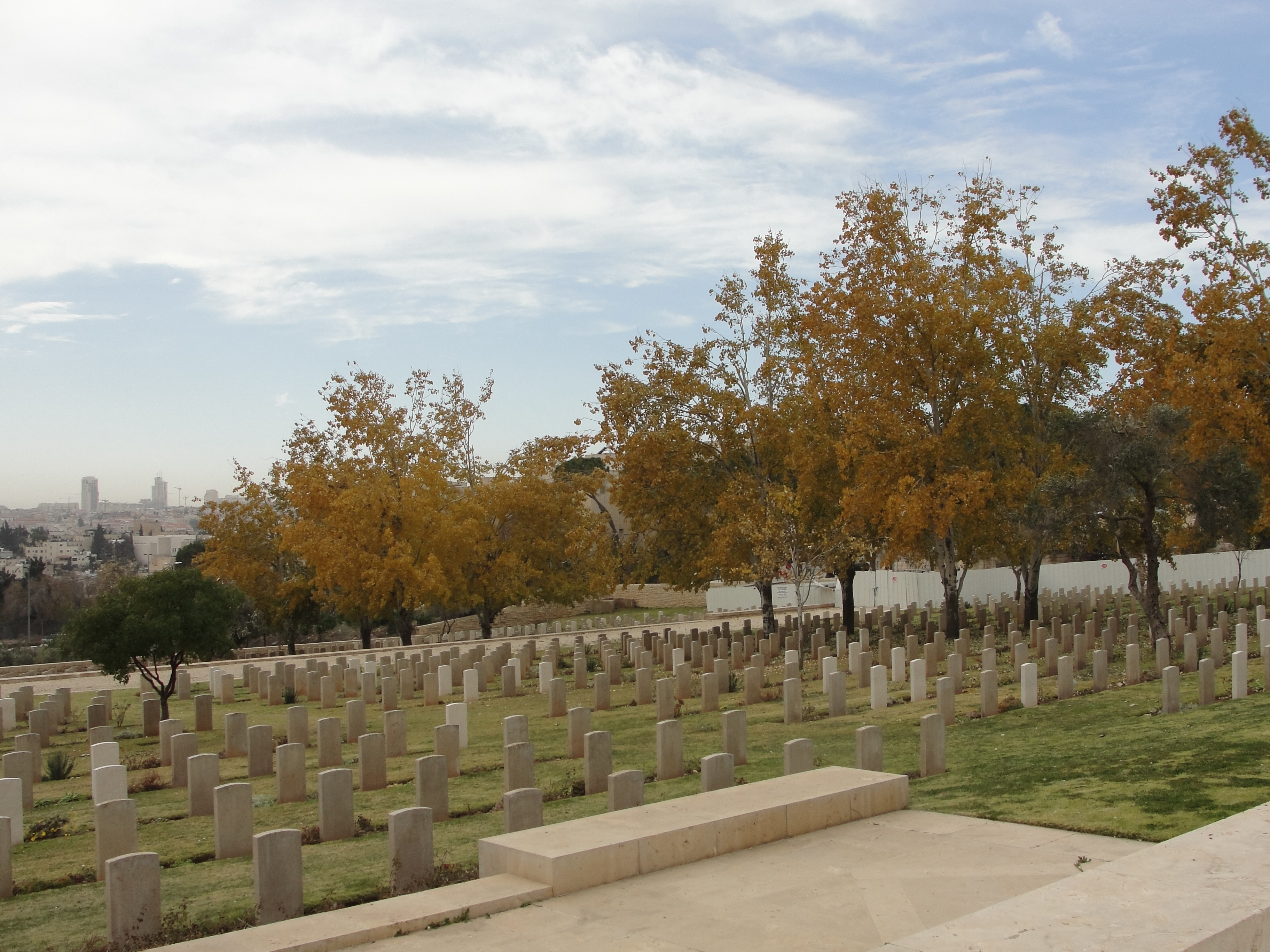
النصف الغربي من المقبرة
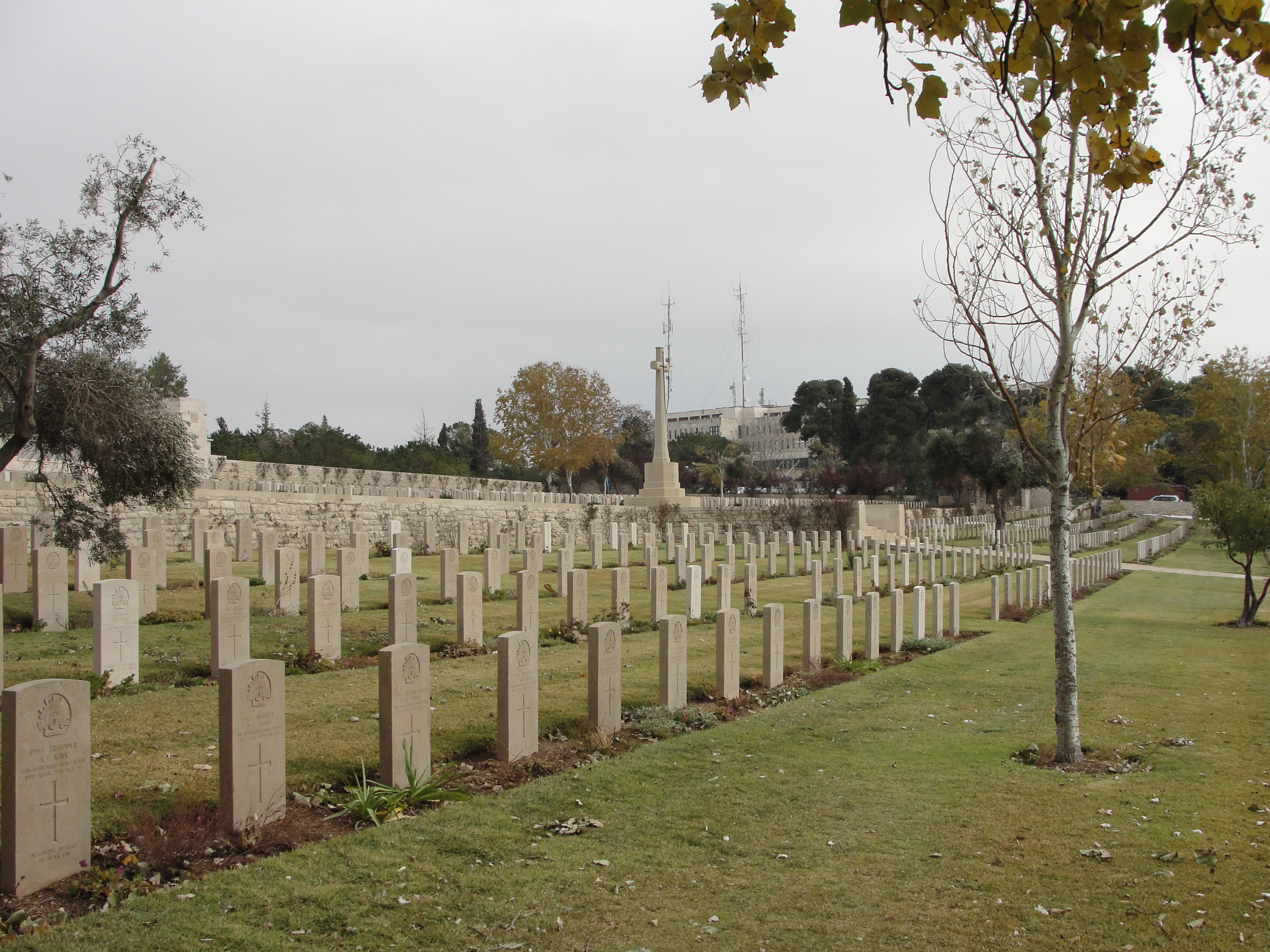
منظر من الشرق
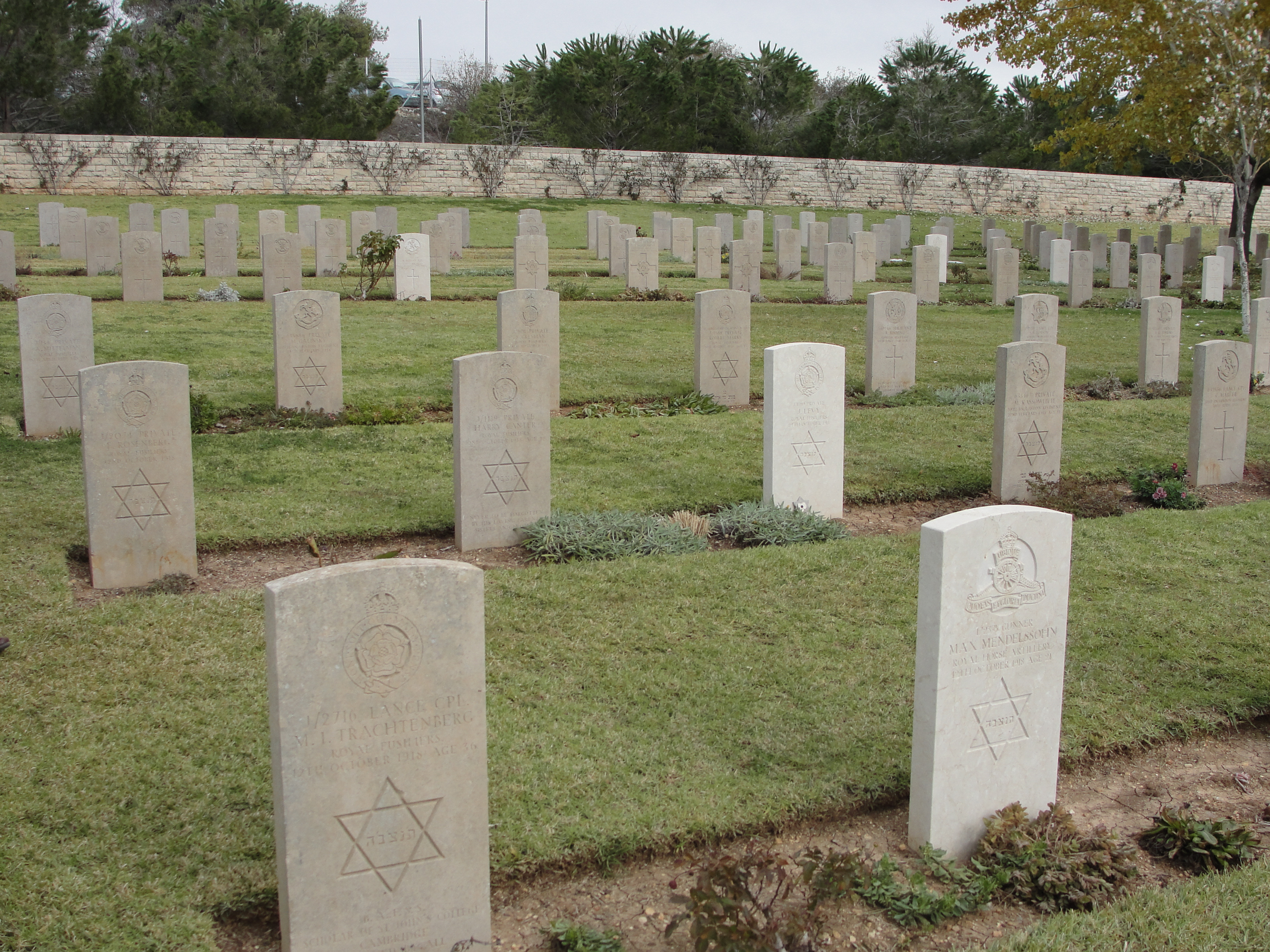
مقابر قتلى الكومنولث اليهودي
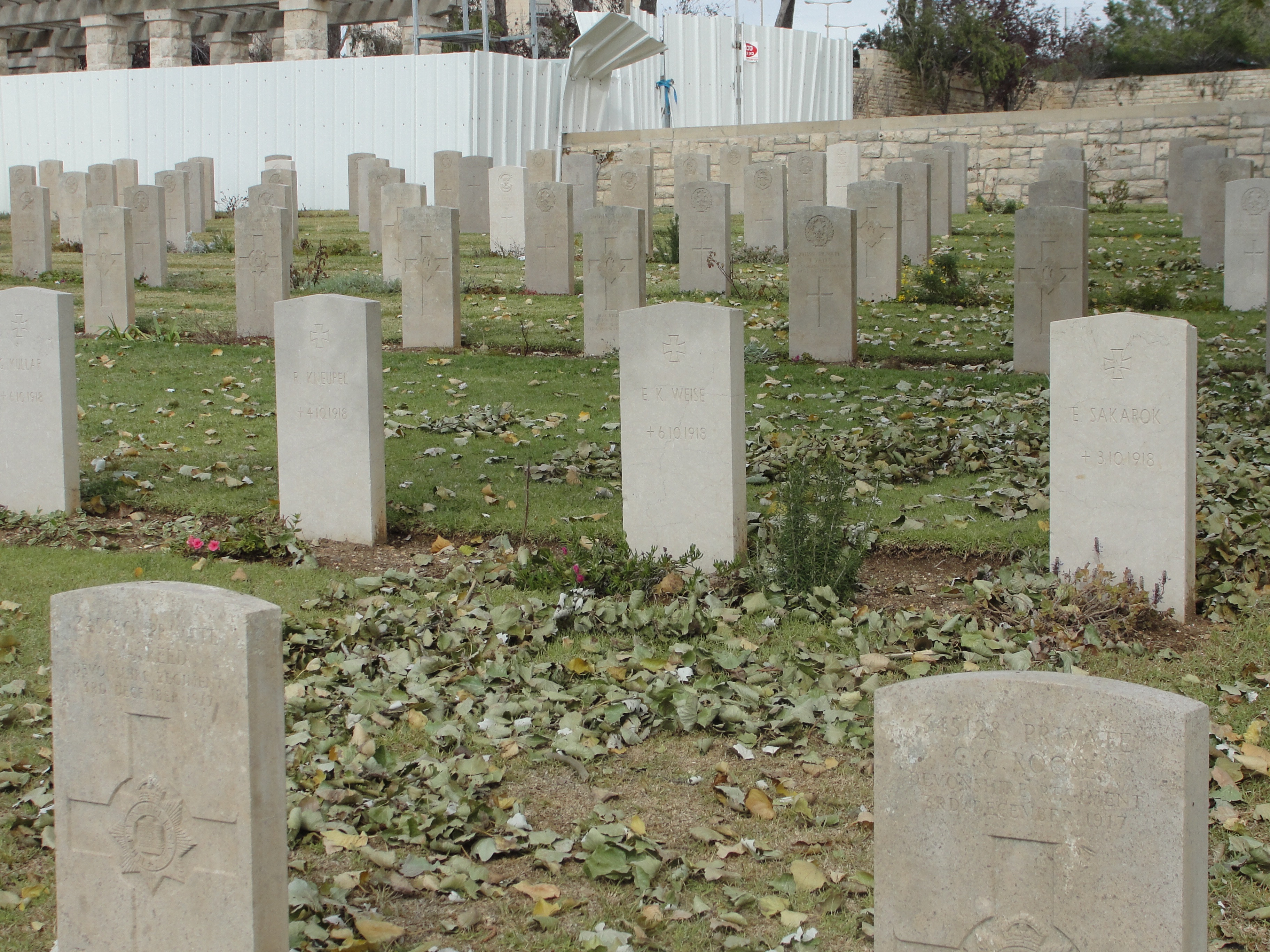
قبور أربعة جنود ألمان
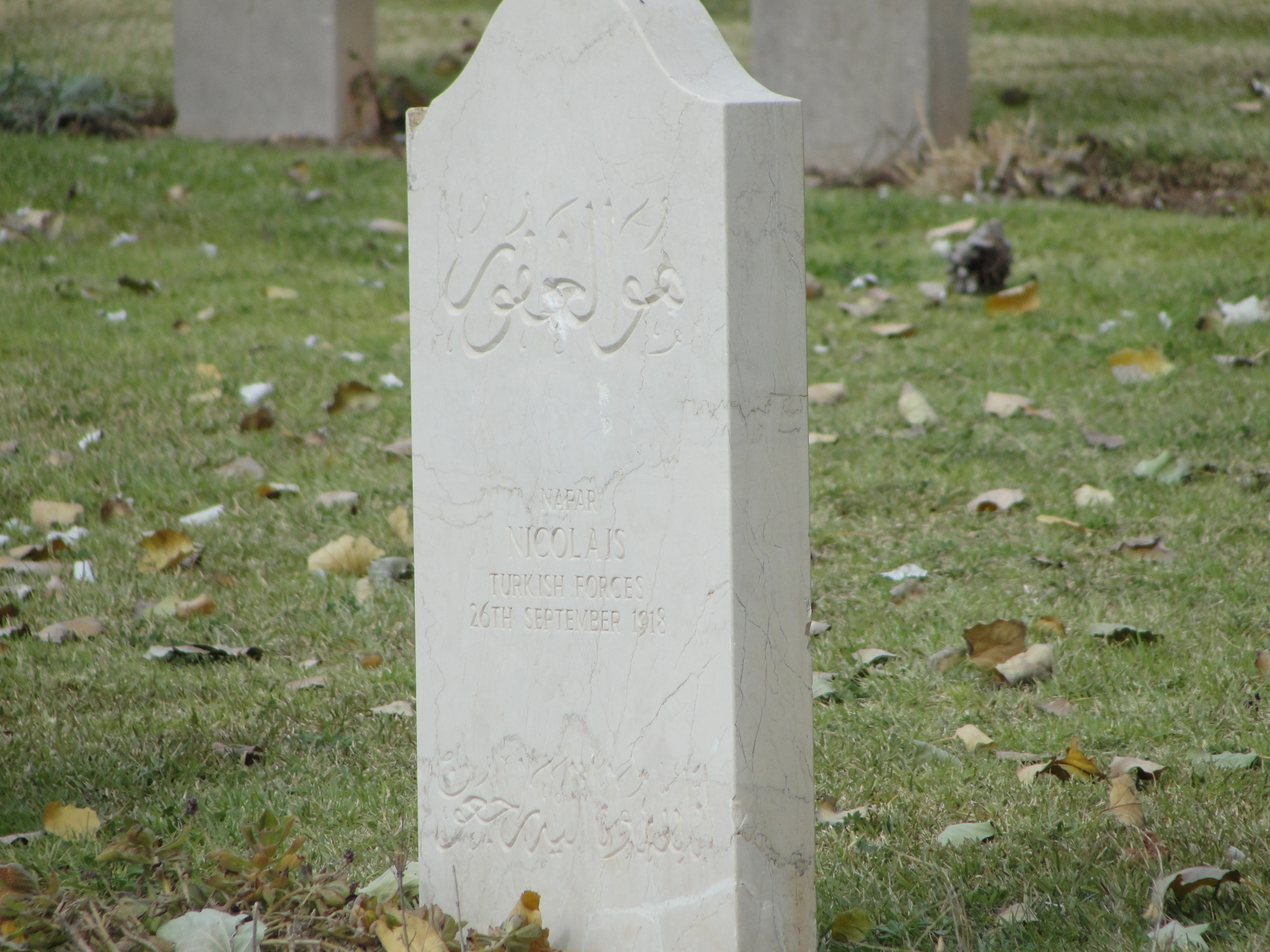
قبر جندي تركي